# Roberto Luti
Roberto Luti (Livorno, 1977–) olasz rockgitáros.

## Pályafutása
| Roberto Luti                              | Roberto Luti                              |
| Kattints az alábbi külső linkek egyikére! | Kattints az alábbi külső linkek egyikére! |
| ----------------------------------------- | ----------------------------------------- |
| Nem található szabad kép.(?)              |                                           |
| külső link · jogvédett                    | Roberto Luti                              |

Gyerekként apja blues és rock & roll lemezeit hallgatta.
Luti nyolc éves korában vette kézbe a gitárt. Apja az alapokat megtanította. Aztán már önállóan folytatta a tanulást. Megpróbálta utánozni számos gitárosok játékát, így sajátította el a hangszer alapos ismeretét. Különösen  Anders Osborne, Taj Mahal, Ry Cooder, Jimi Hendrix, Blind Willie Johnson, Fred McDowell, Robert Johnson, Buddy Guy, B.B. King, Keith Richards voltak rá jelentős hatással.
Tinédzserként Luti több zenekarban is játszott a Livornóban. 22 éves korában elment az Egyesült Államokba blues-t és kalandot keresni. Utcazenész lett. 1999-ben New Orleansba ment, ahonnan 2008-ban tért haza, feltehetően a zöldkártya hiánya következtében.
Mások mellett a Playing for Change Band egyik neves zenésze.

## Dalok
- Tu Me Amas
- Celoso
- Solos
- Tu Me Amaras
- Yo Quiero
- Honey
- Brindo Por Tu Cumpleaños
- Tu En Mi Vida
- Que Seas Feliz